# L'Adolescent
Pour les articles homonymes, voir Adolescent (homonymie).
L'Adolescent (Подросток) est l'avant-dernier roman de l'écrivain russe Fiodor Dostoïevski. Il fut d'abord publié dans la revue Les Annales de la Patrie de janvier à décembre 1875, puis en trois volumes en 1876.
Le roman raconte quelques semaines de la vie d'Arkadi Makarovitch Dolgorouki, jeune homme solitaire, fils illégitime d'un aristocrate et d'une domestique, qui entretient des relations difficiles avec ses proches et qui préfère se plonger dans des réflexions chaotiques pour mieux exposer son « idée ».

## Résumé

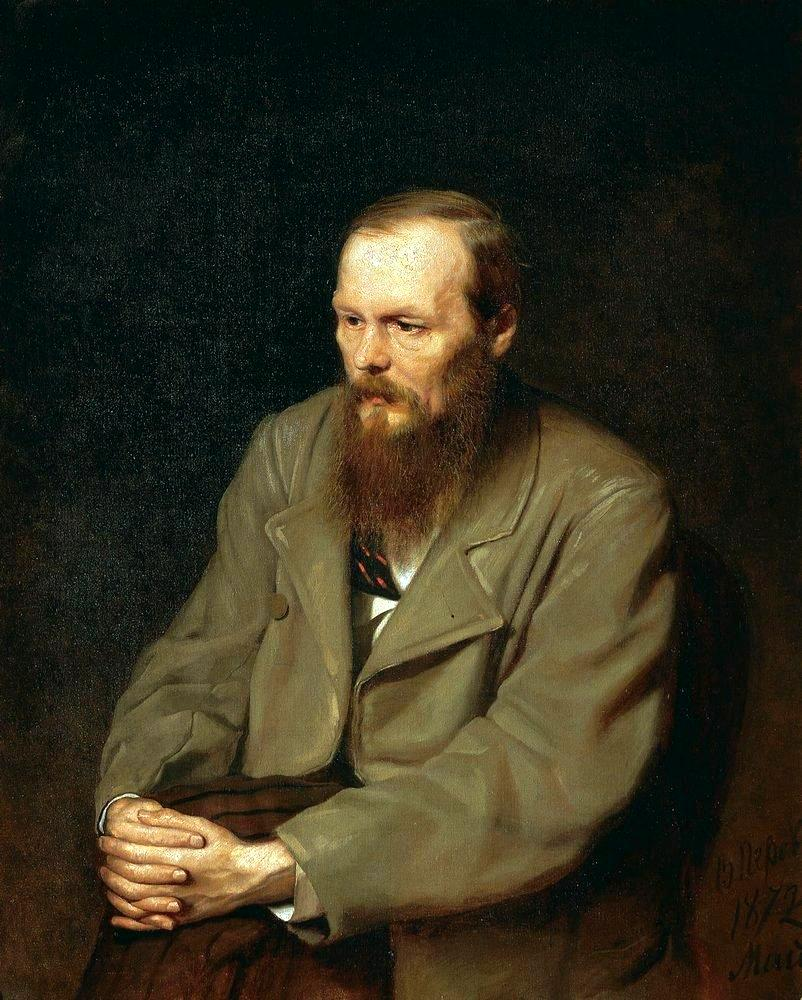
Image de Fiodor Dostoïevski.

### Première partie: les 19, 20 et 21 septembre
Arkadi Makarovitch Dolgorouki, vingt ans, se rend à Saint-Pétersbourg, il va voir ses parents et sa sœur pour la première fois.
Arkadi explique ce qu’il connaît de la rencontre entre sa mère, Sofia Andréevna, et son père, Andrei Petrovitch Versilov : elle avait dix-huit ans, lui vingt-cinq ; elle est domestique, il est noble ; elle venait d'épouser un homme de cinquante ans, veuf et père de deux enfants.
Versilov enlève Sofia, et Arkadi, qui s’appellera Dolgorouki et non Versilov, naît rapidement. Le petit bâtard est placé chez des étrangers et grandit sans amour, dans une haine mêlée d’attirance envers sa famille et spécialement son père.
Arkadi a une grande idée : il veut être Rothschild, à force d’opiniâtreté et de continuité. Il s’est forgé une volonté d’acier par des jeûnes et des privations de toutes sortes. Il a une volonté de puissance et d’isolement pour arriver à la « conscience calme et solitaire de sa force ».
Avant de mettre en œuvre son idée, il écrit à son père qu’il veut « couper les liens » avec cette famille qu’il ne connaît pas. Ce dernier lui demande de venir le voir à Saint-Pétersbourg, il accourt.
À son arrivée, il constate le dénuement dans lequel vivent ses parents : Versilov a déjà dévoré trois héritages et a l'espoir d’un quatrième, malgré un procès en cours.
Arkadi se lance dans le monde, mais, comme un jeune chien fou ne sachant rien sur les relations entre ces personnes, il en vexe certaines, se ridiculise souvent, mais tous lui pardonnent.
Arkadi rencontre, chez un ami, deux femmes proches de la misère. La fille, Olia, se plaint à lui du comportement de Versilov, qui aurait tenté de la débaucher. Elle se suicide. Arkadi est persuadé que son père est à l'origine de ce malheur. Au contraire, la mère de la malheureuse lui apprend que Versilov est le seul qui ait tenté de les aider.
Pour Versilov, la situation va peut être s’améliorer, l'issue du procès paraît favorable, mais Arkadi a donné à Versilov une lettre. Contre toute attente, Versilov la remet à la partie adverse et renonce à l’héritage. Le fils admire le geste.
Les heurts entre Arkadi et son père sont fréquents. Arkadi lui raconte ses débuts en pension, son père devine les besoins du fils mais, par scepticisme, il n’agit pas en père, peu de conseil, aucune interdiction et pas d’affection, il laisse Arkadi apprendre par l’expérience.

### Deuxième partie: les  15, 16 et 17 novembre
Arkadi, qui avait emprunté deux mille roubles au prince Serguei Sokolski pour mener la grande vie, a oublié son grand projet. Il se croit l’ami du prince. Ce qu'il ignore, c’est que cet argent est pour le prince la contrepartie qu’il se croit obligé de donner, ayant mis enceinte la sœur d’Arkadi, Liza.
D’ailleurs gagnant un soir une forte somme à la roulette, Arkadi le rembourse, cela ne suffit pas à régler les problèmes financiers du prince, il est victime d’une tentative de chantage dans une affaire de contrefaçon, il se dénonce, il est arrêté.
Arkadi a des discussions régulières avec son père mais jamais sur « l’essentiel ». Le seul conseil qu’il reçoit est suivre les Dix commandements. Pourtant, il suffirait qu’un geste du père pour qu’Arkadi se jette dans ses bras. Un soir profitant d’être dans le noir, il baise la main de son père, comme si l’amour envers son père devait être caché.
Katerina Nikolaevna Akhmakova a compris qu’Arkadi avait vu la lettre où elle demandait conseil pour faire interner son père et ainsi disposer de fortune, elle lui donne donc rendez-vous, Arkadi amoureux d’elle, croit dès lors que cet amour est partagé. Il a sa première déception amoureuse quand il comprend le but qu’elle poursuivait. Il a pourtant assez de sang-froid pour ne pas lui révéler qu’il avait cette lettre.
Son père, qui a compris la manœuvre de Katerina, lui écrit que sa tentative de séduction d’un adolescent est indigne d’elle. Le père et le fils sont peut-être amoureux de la même femme.
Cette seconde période s’achève sur le scandale dont est victime Arkadi dans une maison de jeu, son errance dans la nuit pétersbourgeoise, sa rencontre avec un ami du pensionnait à Moscou, Lambert et sa maladie, il va rester neuf jours sans connaissance.

### Troisième partie: les 26, 27, 28, 29 novembre
Durant sa convalescence, Arkadi qui loge chez ses parents, rencontre Makar Dolgorouki qui fait sa visite annuelle à sa femme Sofia Andréevna. Arkadi voit pour la première fois l’homme dont il porte le nom et qui est officiellement son père. Il découvre un homme simple, bon, pauvre qui  voyage de couvent en couvent, les discussions qu’ils auront ensemble avant la mort de Makar impressionneront Arkadi.

Makar disparu, Versilov pourrait maintenant se marier avec Sofia Andréevna, c’est du moins l’espoir de Katerina Nikolaevna pour que Versilov « la laisse vivre en paix". Arkadi qui a été le témoin d’une scène où son père propose le mariage à Katerina Nikolaevna; il veut les séparer, il pense qu’elle a ensorcelé son père et espère secrètement que n’ayant pas le père elle veuille le fils.

Versilov et Arkadi ont enfin la discussion qu’Arkadi attendait, il découvre une autre facette de son père, un « double » où il y a de l’humilité, un amour pour Sofia Andréevna et une vision pour le rôle de la Russie (thème cher à Dostoïevski), Versilov à cet instant s’est mis à nu devant son fils.

Pour son malheur Arkadi lors de sa maladie avait dans un accès de délire, révélé l’existence de la lettre à Lambert, celui-ci toujours à l’affut d’un mauvais coup comprend le bénéfice qu’il peut en tirer, il fouille plusieurs fois l’appartement d’Arkadi, le fait boire, l’invite sans cesse et fait miroiter qu’il pourrait se marier avec Katerina Nikolaevna. 
Il trouve enfin la lettre cachée dans la doublure de la poche du manteau d’Arkadi et la propose aux deux ennemies, Katerina Nikolaevna et Anna Andréevna.
Arkadi veut réunir les deux femmes pour les faire se réconcilier devant le vieux prince mais Bioring vient soustraire le prince à l’emprise d’Anna Andréevna, Arkadi intervient mais se fait arrêter par la police, il passe la nuit au poste. 
Lors de la scène finale, Lambert qui a « fait affaire » avec son nouveau complice Versilov, réclame trente mille roubles à Katerina Nikolaevna contre remise de la lettre, elle lui crache à la figure, il sort un revolver, Versilov assomme Lambert, s’empare de l’arme et veut tuer Katerina puis se suicider, l’intervention d’Arkadi et de Trichatov l’en empêchera.

### Épilogue: six mois plus tard
Versilov vit chez Sofia Andréevna, son moment de folie a été pardonné, il s’est tourné vers la religion.

Le vieux prince est décédé et sa fille Katerina Nikolaevna est partie vivre à l’étranger. Anna Andréevna a refusé sa part dans le testament du vieux prince. Liza a perdu l’enfant qu’elle attendait. Arkadi a abandonné son « idée » et va peut être reprendre les études, publiera-t-il ses mémoires ?

## Extraits
- Prince Sokolski : «Crois-moi, la vie de toute femme, quelles que soient ses paroles, n’est que l’éternelle recherche d’un maître… Une soif d’obéissance.»
- Arkadi : «La conscience secrète qu’on a de sa puissance est infiniment plus agréable qu’une domination manifeste…. La conscience de ma richesse me suffirait.»
- Arkadi  en parlant de son père : « Était-ce sa faute si je m’étais épris de lui et si je m’en étais forgé un idéal fantastique ? »
- Versilov à Arkadi : « Ah et tu souffres quelquefois de ce que ta pensée ne se plie pas au moule des paroles ? Cette noble souffrance, mon ami, n’est donné qu’aux élus ; l’imbécile est toujours satisfait de ce qu’il a dit et en outre il dit toujours plus qu’il n’en faut… »
- Versilov à Arkadi : « Aimer les hommes comme ils sont est impossible, pourtant il le faut, fait le bien en réfrénant tes sentiments, en te bouchant le nez et en fermant les yeux... »
- Arkadi parlant de Liza : « quel chagrin sans issue, sans bornes et sans éclaircie pesait à jamais sur toute la destinée de cette……chercheuse bénévoles de tourments ! »
- Arkadi rencontre Katerina Nikolaevna : «Elle était là en face de moi...je fus comme fauché sur place et tombai littéralement à ses pieds.”

## Les personnages
- Akhmakova Katerina Nikolaevna ou Katia, fille du vieux prince Sokolski, veuve du général Akhamakov, est au centre d’une intrigue amoureuse entre Versilov, Arkadi et Bioring.
- Akhmakova Lydia, décédée, fille du premier mariage du général Akhamakov, a eu un enfant illégitime du prince Serguei Pétrovitch, enfant recueilli par Versilov.
- Andréev  Nikolaï Semenovitch, homme de main de Lambert, n’a pas toute sa tête.
- Andronikov Alexeï Nikanorovitch, homme d’affaires de Versilov.
- Anna Fedorovna Stolbéeva : Lointainement apparentée à Versilov et aux princes Sokolsky (je suppose que cela rend Vasin également apparenté aux deux). Sa famille lui a rendu visite à Luga.
- Daria Onissimovna, habite chez Anna Fedorovna Stolbéeva.
- Bioring, le baron, son mariage avec Katerina Nikolaevna Akhmakova est annoncé.
- Carlovna de Verdun Alphonsine maîtresse de Lambert.
- Darzan Alexei Vladimirovitch, compagnon de jeu du prince Serguei Pétrovitch Sokolski.
- Dergatchev  révolutionnaire.
- Dolgorouki Arkadi Makarovitch, le narrateur, vingt et un ans.
- Dolgorouki Lizaveta Makarovna), sœur d’Arkadi, maitresse et enceinte du Prince Serguei Pétrovitch Sokolski.
- Dolgorouki Makar Ivanov ou Ivanovitch ou Ivanitch, père légal de Dolgorouki, ex-serf jardinier de Versilov, Saint homme.
- Fanariotova, première femme de Versilov, décédée, mère d’Anna Andréevna et d’Andrei Andréevitch.
- Kraft, ex employé d’Andronikov, ex-fonctionnaire, en relation avec Dolgorouki.
- Maria Ivanovna femme de Nikolaï Semenovitch et nièce d'Andronikov, défend les intérêts d’Arkadi.
- Nikolaï Semenovitch  protecteur et ancien professeur d’Arkadi.
- Proutkova Tatiana Pavlovna, amie et voisine de la famille Versilov.
- Sofia Andréevna mère de d’Arkadi et Lizaveta Dolgorouki.
- Sémen Sidoryytch ou Sidorovitch ou le grêlé, complice de Lambert.
- Sokolski Nikolaï Ivanovitch ou le vieux Prince, la soixantaine, ami de Versilov.
- Sokolski Serguei Pétrovitch ou Sérioja ou le jeune prince, aucun lien avec le vieux prince, amant de la sœur d’Arkadi, Lizaveta, a fait un enfant à Lydia Akhmakova qu’il n’a pas reconnu.
- Stébelkov, usurier, faussaire. Il est le beau-père de Vassine. Il est amoureux de Tatiana Pavlovna, à qui il reproche ses crises d'hystérie.
- Stolbéeva Anna Fedorovna, famille de Versilov et du jeune prince Sokolski.
- Tatiana Pavlovna voir Proutkova.
- Touchard, directeur de la pension du même nom.(Dans la réalité, il s'appelait Nicolas Souchard, et son nom allait être modifié par le Tsar Nicolas 1er en Drachoussoff -le premier de la lignée- (en inversant les lettres et les syllabes).
- Trichatov, connaissance de Lambert, va prévenir Arkadi des agissements de Lambert.
- Vassine, révolutionnaire (appelé Gricha par son beau-père).
- Versilov Andrei Petrovitch, quarante-cinq ans, de son premier mariage avec Fanariotova père d’Anna Andréevna et d’Andrei Andréevitch, de son union avec Sofia Andréevna, père d’Arkadi et Lizaveta Dolgorouki.
- Versilova Anna Andréevna, vingt-deux ans, fille de Versilov, demi –sœur d’Arkadi, veut se marier avec le vieux prince.
- Varvara Stépanovna tante de Versilov, chez qui Arkadi a passé les premières années de son enfance.

## Structure du roman
La narration est à la première personne, sous la forme d'une confession d'Arkadi Dolgorouki écrite une année après les faits. Le narrateur prend plusieurs fois le lecteur à témoin. Le roman, comme souvent chez Dostoïevski, part dans beaucoup de directions (voir Les Frères Karamazov). L'action se déroule sur trois périodes rapprochées.

## Thèmes
Les thèmes abordés sont l’adolescence, l’antagonisme père-fils, l’argent, la haute société, les désordres de la conduite, la montée d’une intrigue à partir d’une lettre, la spécificité russe, la religion seule voie pour la Russie, thèse qui sera développée par Aliocha dans le roman suivant, Les Frères Karamazov.

## Éditions françaises
- Un adolescent, traduit par J. W. Bienstock et Félix Fénéon, Éditions de La Revue blanche, 1902 (paru d'abord en feuilleton dans la revue)
- L'Adolescent, traduit par Pierre Pascal, Boris de Schloezer et Sylvie Luneau, Paris, Gallimard, Bibliothèque de la Pléiade, 1956, 621 pages  (ISBN 2 07 010178 9)
- L'Adolescent Volume 1, traduit par André Markowicz, Arles, 1998,  Actes Sud, Collection Babel  (ISBN 2 7427 1455 3)
- L'Adolescent Volume 2, traduit par André Markowicz, Arles, 1998,  Actes Sud, Collection Babel  (ISBN 2 7427 1456 1)